# Policajt ze sámošky 2
Policajt ze sámošky 2 (v anglickém originále Paul Blart: Mall Cop 2) je americká filmová komedie z roku 2015. Režie se ujal Andy Fickman a scénáře Nick Bakay a Kevin James. Film je sequelem filmu Policajt ze sámošky z roku 2009. Hlavní role hrají Kevin James,  Neal McDonough, David Henrie a Daniella Alonso. Film měl premiéru ve Spojených státech dne 17. dubna 2015. V České republice se film nepromítal v kinech.

## Obsazení
- Kevin James jako Paul Blart
- Neal McDonough jako Vincent Sofel
- David Henrie jako Lane
- Daniella Alonso jako Divina Martinez
- Raini Rodriguez jako Maya Blart
- Loni Love jako Donna Ericone
- D. B. Woodside jako Robinson
- Eduardo Verástegui jako Eduardo Furtillo
- Nicholas Turturro jako Nick Panero
- Gary Valentine jako Saul Gundermutt
- Geovanni Gopradi jako Ramos
- Lorenzo James Henrie jako Lorenzo
- Chelsea Vincent jako Nadia
- Vic Dibitetto jako Gino Chizetti
- Ana Gasteyer jako paní Gundermutt
- Shelly Desai jako  Khan Mubi
- Bas Rutten jako Henk
- Shirley Knight jako Margaret Blart

## Přijetí

### Tržby
Film vydělal 71 milionů dolarů v Severní Americe a 36,2 milionů dolarů v ostatních oblastech, celkově tak vydělal 107,3 milionů dolarů po celém světě. Rozpočet filmu činil 30 milionů dolarů. Za první víkend docílil druhé nejvyšší návštěvnosti, kdy vydělal 29,2 milionů dolarů. Umístil se za filmem Rychle a zběsile 7, který vydělal 29,2 milionů dolarů.

### Recenze
Na recenzní stránce Rotten Tomatoes získal z 57 započtených recenzí 5 procent s průměrným ratingem 2,5 bodů z deseti. Na serveru Metacritic snímek získal z 16 recenzí 13 bodů ze sta. Na Česko-Slovenské filmové databázi si snímek k 3. srpnu 2018 drží 44 procent.

### Nominace
Film získal tři nominaci na cenu Teen Choice Awards, a to v kategoriích nejlepší filmová komedie, nejlepší mužský výkon v komedii (James), nejlepší ženský výkon v komedii (Rodriguez). Šest nominací získal na cenu Zlatá malina, a to v kategoriích nejhorší film, nejhorší herec, nejhorší režisér, nejhorší scénář, nejhorší prequel, remake, rip-off nebo sequel a nejhorší duo na scéně.